# 西达布逊湖
西达布逊湖是一个位于中国青海省格尔木中部县的湖泊，面积约为112平方千米。